# Devorah Dimant
Devorah Dimant דבורה דימנט (* 1939 in Jerusalem) ist eine israelische Judaistin und Bibelwissenschaftlerin. Sie ist bekannt durch ihre Veröffentlichungen zu den Schriftrollen vom Toten Meer. Sie hatte bis zu ihrer Emeritierung eine Professur für Biblische Studien an der Universität Haifa.

## Leben und Lehre
Devorah Dimant studierte an der Hebräischen Universität Jerusalem, zunächst mit einem Schwerpunkt in Jüdischer Philosophie und Kabbala. Ihre Masterarbeit schrieb sie bei Gershom Scholem über Nathan von Gaza. Daraufhin wandte sie sich der antiken jüdischen Literatur zu; ihr akademischer Lehrer war David Flusser. Sie bereitete eine Promotion über das Genesis-Apokryphon von Qumran vor, musste aber das Thema ändern, da unterdessen der umfassende Kommentar von Joseph Fitzmyer zu dieser Schrift erschienen war. Das modifizierte Thema, über das Dimant schließlich 1974 promovierte, war das Motiv des Engelfalls in den Schriftrollen vom Toten Meer sowie den Apokryphen und Pseudepigraphen.
Seit 1979 veröffentlichte Dimant Studien über das gesamte Spektrum der Qumranschriften. Sie befasste sich mit der Unterscheidung jachadischer und nicht-jachadischer Texte und ihrer Beziehung zueinander. 2001 gab sie die pseudo-prophetischen Texte 4Q385-390 (Discoveries in the Judaean Desert, Band 30) heraus.
Gemeinsam mit Moshe Ben-Asher gründete Devorah Dimant die israelische Fachzeitschrift Meghillot, deren langjährige Herausgeberin sie war.
Sie nahm 2010/2011 an dem von Reinhard Gregor Kratz (Universität Göttingen) geleiteten Forschungsprojekt zur Reworked-Pentateuch-Thematik (Die Patriarchen in der Bibel und in Qumran) teil.

## Veröffentlichungen (Auswahl)
- From Enoch to Tobit: Collected Studies in Ancient Jewish Literature. Mohr Siebeck, Tübingen 2017, ISBN 978-3-16-154288-6.
- History, Ideology and Bible Interpretation in the Dead Sea Scrolls: Collected studies. Mohr Siebeck, Tübingen 2014, ISBN 978-3-16-151021-2.
- mit Reinhard Gregor Kratz (Hrsg.): Rewriting and Interpreting the Hebrew Bible: the Biblical Patriarchs in the Light of the Dead Sea Scrolls. De Gruyter, Berlin / Boston 2013, ISBN 978-3-11-029042-4.
- (Hrsg.): The Dead Sea Scrolls in Scholarly Perspective. Brill, Leiden 2012, ISBN 978-90-04-21891-8.
- mit Reinhard Gregor Kratz (Hrsg.): The Dynamics of Language and Exegesis at Qumran. Mohr Siebeck, Tübingen 2009, ISBN 978-3-16-149849-7.